# Khonsou (prêtre dans l'Égypte antique)
Pour l’article homonyme, voir Khonsou.
Khonsou est « premier prêtre » préposé au culte de Thoutmôsis III sous le règne de Ramsès II,.

## Généalogie
Khonsou est le fils du grand prêtre d'Amenhotep II Néferhotep et de Taousret. Khonsou a plusieurs frères et sœurs, dont les grands prêtres de Thoutmôsis Ier Nay et Iouy.
Khonsou est attesté avec deux épouses dans sa tombe TT31. Sa première épouse Rouia est la mère du grand prêtre de Sobek Ousermontou et d'autres enfants. Sa seconde épouse May est la mère du maître d'écurie Ousermontou et du second prophète de Menkhéperrê Khaemouaset, entre autres.

## Carrière
Khonsou est le grand prêtre de Menkheperrê (Thoutmôsis III) et est représenté dans sa tombe en train de superviser le transport d'une statue du roi. Des représentations montrent un pylône au temple de Menkheperrê à Hermonthis. Khonsou accompagne une statue de Thoutmôsis III qui remonte un canal du Nil jusqu'à son point d'arrivée au temple. Le pylône représenté serait le VIIe pylône du temple d'Amon à Karnak.
Khonsou est également le grand prêtre de Montou à Tôd, une localité située juste au sud de Thèbes.

## Sépulture
Sa tombe (TT31) est situé dans la vallée des Nobles sur la rive ouest de la région thébaine, à Cheikh Abd el-Gournah.